# Boeing X-48
Боинг X-48 (англ. Boeing X-48) — американский экспериментальный беспилотный летательный аппарат, созданный совместными усилиями компании Boeing и агентства NASA. Аппарат использует схему Blended Wing Body (BWB) — одну из разновидностей летающего крыла. X-48B стал лучшим изобретением 2007 года по версии Times.

## Разработка
Проект X48A получил своё официальное наименование в 2001 году. Однако из-за проблем в разработке системы управления полётом он был закрыт. Несмотря на это в 2003 году были проведены наземные испытания прототипа, а в 2004 лётные.
В июне 2005 года новой модификации проекта присвоили обозначение X-48B. В 2006 году в исследовательском центре НАСА им. Драйдена на авиабазе Эдвардс в Калифорнии прошли наземные испытания X-48B, а 20 июля 2007 — первые лётные.
Самолёт поднялся на высоту 7500 футов (2286 метров) и приземлился спустя 31 минуту полёта.
Аэродинамические схемы «летающее крыло» (в том числе и «смешанное крыло», Blended Wing Body) более эффективны, чем привычные варианты, с точки зрения аэродинамики и распределения массы — а значит, и топливной экономичности. По расчетам компании Boeing 480-местный вариант BWB будет расходовать на 32 % меньше топлива чем Airbus A380-700. Но они гораздо более сложны в плане управляемости и маневренности полета.

## Модификации

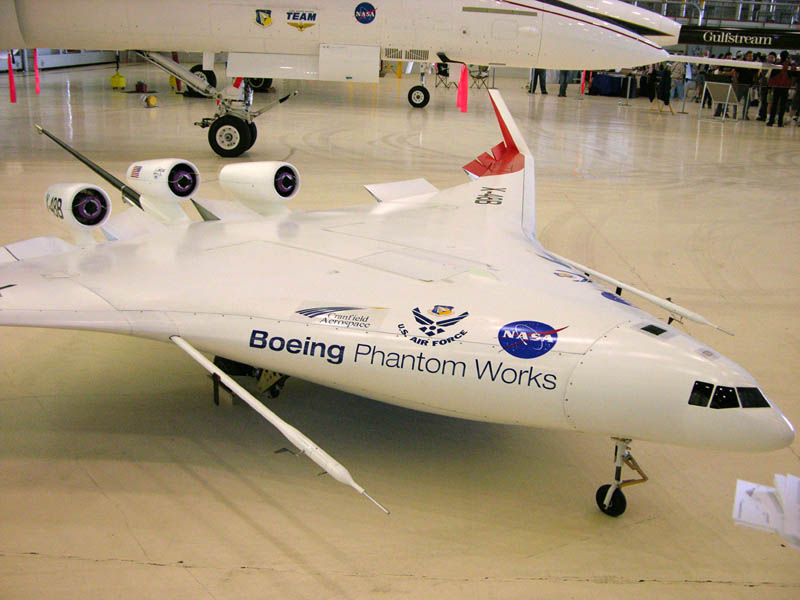

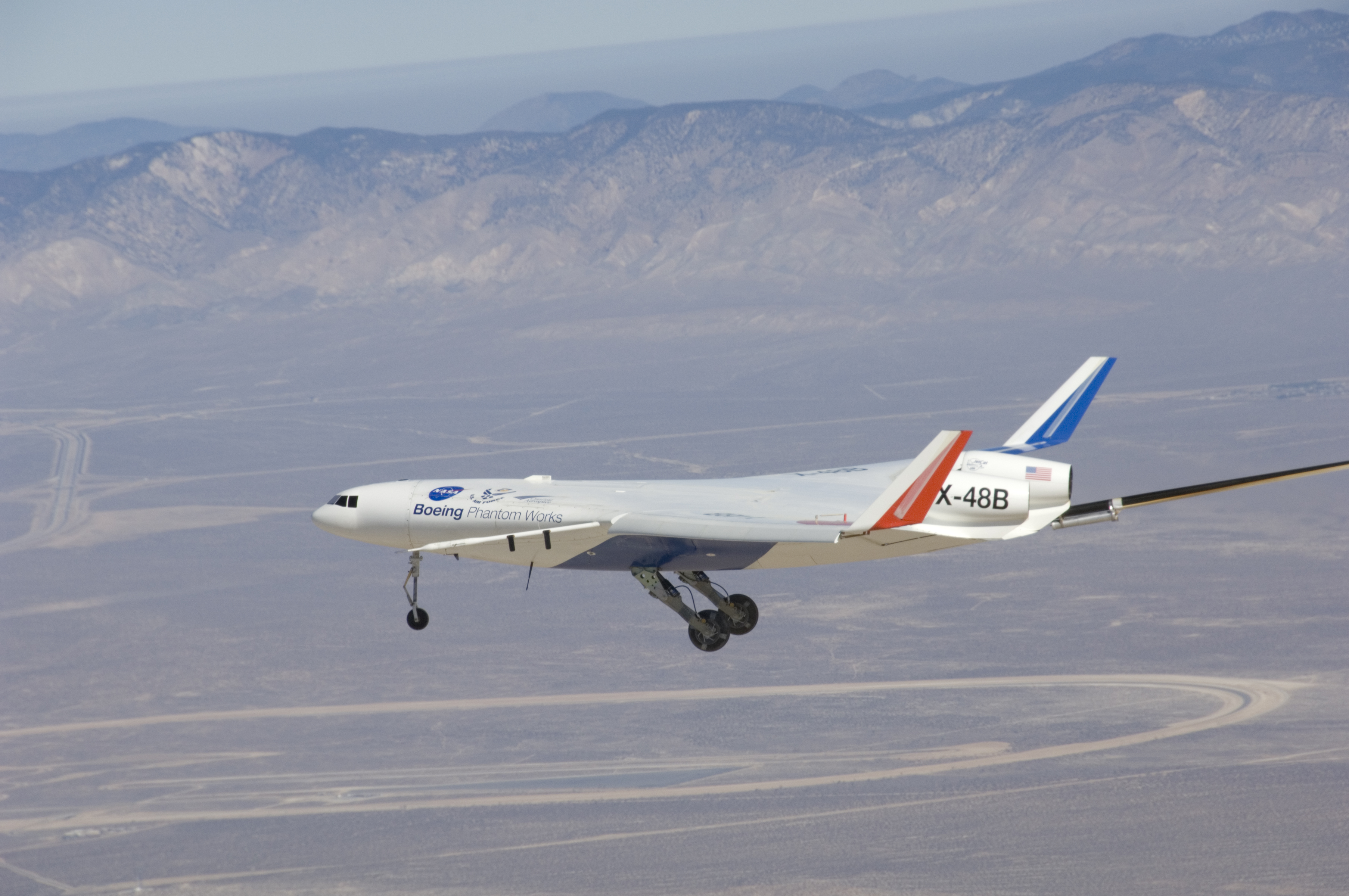

X-48A
Прототип, созданный для оценки эффективности схемы BWB.
Технические характеристики:
- Размах крыла: 10,7 метра
- Масса: 1130 килограммов
- Двигатели: три турбореактивных двигателя Williams J24-8

X-48B

Технические характеристики:
- Размах крыла: 6,4 метра
- Масса: 225 килограммов
- Крейсерская скорость: 200 километров в час
- Потолок: около 3 тысяч метров.

Обычное вертикальное оперение отсутствует.

## Применение
1. Отработка схем BWB и «летающее крыло» для использования на более крупных летательных аппаратах.

2. Рассматриваются варианты использования наработок X-48B для создания самолётов с функциями заправщиков, доставки оружия, управления и контроля.